# Lista do Patrimônio Mundial na América do Norte
- Canadá
- Estados Unidos
- México

Património Mundial na América do Norte

A Organização das Nações Unidas para a Educação, a Ciência e a Cultura (UNESCO) propôs um plano de proteção aos bens culturais do mundo, através do Comité sobre a Proteção do Património Mundial Cultural e Natural, aprovado em 1972. Esta é uma lista do Patrimônio Mundial existente na América do Norte, especificamente classificada pela UNESCO e elaborada de acordo com dez principais critérios cujos pontos são julgados por especialistas na área. A América do Norte ocupa a porção mais setentrional do continente americano, estando histórica e economicamente distinta do restante do continente (América Central e América do Sul). É uma das sub-regiões classificadas pela UNESCO, sendo parte integrante da região Europa e América do Norte.
A sub-região da América do Norte é composta pelos Estados-membros: Canadá, Estados Unidos e México. Dentro do geoesquema das Nações Unidas e da divisão organizacional da UNESCO, a região intitulada "América do Norte" abrange ainda os territórios de Gronelândia (região autónoma que integra o Reino da Dinamarca) e as Bermudas (um território britânico ultramarino) por questões de especificidade cultural e histórica e para melhor estudo e organização dos bens listados. 

## Sítios do Patrimônio Mundial
A região da América do Norte possui atualmente com os seguintes lugares declarados como Patrimônio da Humanidade pela UNESCO:
| Sítio                                                                              | Imagem               | País                       | Localização                                                   | Critério                                 | Ano  | Descrição | Ref.   |
| ---------------------------------------------------------------------------------- | -------------------- | -------------------------- | ------------------------------------------------------------- | ---------------------------------------- | ---- | --- | ------ |
| Parque Histórico Nacional de L'Anse aux Meadows                                    |                      | Canadá                     | Terra Nova e Labrador                                         | Cultural: (vi)                           | 1978 | Esses vestígios de um assentamento viking do século XI são o primeiro e único local conhecido da presença nórdica e o mais antigo assentamento europeu conhecido na América fora da Groenlândia. | [ 4 ]  |
| Parque Nacional de Mesa Verde                                                      |                      | Estados Unidos             | Colorado                                                      | Cultural: (iii)                          | 1978 | Abriga alguns dos sítios arqueológicos dos Anasazi mais bem preservados nos Estados Unidos. A partir de 7.500 a.C., Mesa Verde foi sazonalmente habitada por um grupo de paleoameríndios nômades. A variedade de pontas de projéteis encontradas na região indica que foram influenciados por áreas vizinhas, incluindo a Grande Bacia, a Bacia de San Juan e o Vale do Rio Grande.                                                                      | [ 5 ]  |
| Parque Nacional de Nahanni                                                         |                      | Canadá                     | Territórios do Noroeste                                       | Natural: (vii), (viii)                   | 1978 | Abriga uma parte das Montanhas Mackenzie (Região de Dehcho) e quatro cânions que chegam a 1.000 metros de profundidade. | [ 6 ]  |
| Parque Nacional de Yellowstone                                                     |                      | Estados Unidos             | Wyoming Montana Idaho                                         | Natural: (vii), (viii), (ix), (x)        | 1978 | Na lista do Patrimônio em perigo de 1995 a 2003, Yellowstone é o maior e mais famoso local de megafauna nos Estados Unidos contíguos abrigando ursos-pardos, lobos e manadas de bisões e alces. O rebanho de bisões de Yellowstone é o maior e mais antigo dos Estados Unidos. | [ 7 ]  |
| Parque Provincial dos Dinossauros                                                  |                      | Canadá                     | Alberta                                                       | Natural: (vii), (viii)                   | 1979 | O parque é conhecido pela beleza de sua paisagem erma e como um importante local de fósseis. Espécimes de todos os grupos de dinossauros do Cretáceo foram encontrados na região, incluindo 35 espécies que datam de mais de 75 milhões de anos atrás. | [ 8 ]  |
| Parque Nacional Everglades                                                         |                      | Estados Unidos             | Flórida                                                       | Natural: (viii), (ix), (x)               | 1979 | As vastas áreas úmidas e habitats costeiros e marinhos do parque o tornaram um santuário para muitos animais, incluindo 20 espécies raras e ameaçadas como a pantera-da-Flórida e o manatim. O local esteve na lista do Patrimônio Mundial em perigo de 1993 a 2007 após os danos causados pelo furacão Andrew e foi incluído novamente em 2010 devido à degradação contínua.                                                                            | [ 9 ]  |
| Parque Nacional do Grand Canyon                                                    |                      | Estados Unidos             | Arizona                                                       | Natural: (vii), (viii), (ix), (x)        | 1979 | Se estendendo por 1.500 metros até o leito do rio Colorado, é um dos desfiladeiros mais espetaculares do mundo. Além disso, as diferentes elevações das laterais dos cânions criaram diversos ecossistemas para inúmeras espécies endêmicas, raras e ameaçadas de extinção. A erosão do rio expôs solos do Pré-Cambriano e Cenozoico, incluindo um rico conjunto de fósseis.                                                                             | [ 10 ] |
| Independence Hall                                                                  |                      | Estados Unidos             | Pensilvânia                                                   | Cultural: (vi)                           | 1979 | O prédio histórico foi o local de assinatura da Declaração de Independência e, posteriormente, da Constituição dos Estados Unidos. Os conceitos de liberdade e democracia estabelecidos nesses documentos influenciaram as constituições de diversos outros países e a Carta das Nações Unidas. | [ 11 ] |
| Kluane/Wrangell-St Elias/Baía Glacier/Tatshenshini-Alsek                           |                      | Canadá · Estados Unidos    | Colúmbia Britânica/Yukon Alasca                               | Natural: (vii), (viii), (ix), (x)        | 1979 | Esses parques compreendem o maior campo de gelo não polar do mundo, algumas das maiores geleiras e uma paisagem montanhosa tectonicamente ativa. Abrigam naturalmente várias espécies ameaçadas de extinção em outros lugares como ursos, lobos, caribus e carneiros-de-dall. | [ 12 ] |
| Parque Nacional de Redwood                                                         |                      | Estados Unidos             | Califórnia                                                    | Natural: (vii), (ix)                     | 1980 | O sítio compreende um parque nacional e três estaduais localizados ao longo da costa norte da Califórnia. Eles abrigam as maiores florestas contíguas de sequoia-costeiras, que são as espécies de árvores mais altas da Terra. O parque também contém áreas de litoral intocado que abriga leões-marinhos, águias-carecas e pelicanos-pardos da Califórnia.                                                                                             | [ 13 ] |
| Precipício de Bisontes de Head-Smashed-In                                          |                      | Canadá                     | Alberta                                                       | Cultural: (vi)                           | 1981 | A propriedade é constituída por vestígios de um assentamento, de trilhos e um túmulo de ossos do bisão-americano que testemunham cerca de 6.000 anos de caça comunal em que os bisontes eram empurrados de uma falésia, prática conhecida como buffalo jump. | [ 14 ] |
| Parque Nacional de Mammoth Cave                                                    |                      | Estados Unidos             | Kentucky                                                      | Natural: (vii), (viii), (x)              | 1981 | O maior sistema de cavernas conhecido no mundo. |        |
| Parque Nacional Olympic                                                            |                      | Estados Unidos             | Washington                                                    | Natural: (vii), (ix)                     | 1981 | Localizado na Península Olympic, o parque tem quatro regiões básicas: a costa do Pacífico, áreas alpinas, a floresta tropical temperada do lado oeste e as florestas do lado leste mais seco. | [ 15 ] |
| SGaang Gwaii (Ilha Anthony)                                                        |                      | Canadá                     | Colúmbia Britânica                                            | Cultural: (iii)                          | 1981 | | [ 16 ] |
| Sítio Histórico Estadual dos Cahokia Mounds                                        |                      | Estados Unidos             | Illinois                                                      | Cultural: (iii), (iv)                    | 1982 | A antiga cidade de Cahokia era o centro cultural, religioso e econômico da cultura mississipiana. Foi o primeiro e maior assentamento pré-colombiano ao norte do México. | [ 17 ] |
| Parque Nacional das Grandes Montanhas Fumegantes                                   |                      | Estados Unidos             | Tennessee Carolina do Norte                                   | Natural: (vii), (viii), (ix), (x)        | 1983 | Com mais de 3.500 espécies de plantas, o parque está entre os maiores remanescentes da Geoflora Arcto-Terciária. É também o lar do maior número de espécies de salamandras do mundo e famosa por suas florestas virgens envoltas em névoa. | [ 18 ] |
| Parque Nacional de Wood Buffalo                                                    |                      | Canadá                     | Alberta                                                       | Natural: (vii), (ix), (x)                | 1983 | |        |
| Parques Canadianos das Montanhas Rochosas                                          |                      | Canadá                     | Alberta Colúmbia Britânica                                    | Natural: (vii), (viii)                   | 1984 | Com altos picos, geleiras, lagos, cachoeiras, cânions e cavernas calcárias, os parques nacionais que compõem este local (Jasper, Kootenay, Banff e Yoho) exemplificam as características excepcionais das Montanhas Rochosas. Além disso, abriga um dos campos de fósseis mais famosos do mundo, Folhelho Burgess. |        |
| Estátua da Liberdade                                                               |                      | Estados Unidos             | Nova Iorque                                                   | Cultural: (i), (vi)                      | 1984 | |        |
| Parque Nacional de Yosemite                                                        |                      | Estados Unidos             | Califórnia                                                    | Natural: (vii), (viii)                   | 1984 | Yosemite é um dos maiores e menos fragmentados conjuntos de habitats da Sierra Nevada. O parque, com faixa de altitude de 648 a 3.997 metros, abriga cinco zonas de vegetação principais: floresta de chaparral e carvalho, floresta de baixa montanha, floresta de alta montanha, zona subalpina e alpina. |        |
| Bairro Histórico do Quebec                                                         |                      | Canadá                     | Quebec                                                        | Cultural: (iv), (vi)                     | 1985 | Fundada pelos franceses no século XVII, o conjunto urbano da Vieux-Québec é o exemplo mais completo de uma cidade fortificada europeia ao norte do México. |        |
| Parque Histórico Nacional da Cultura Chaco                                         |                      | Estados Unidos             | Novo México                                                   | Cultural: (iii)                          | 1987 | Notável por seus edifícios monumentais, o local é testemunha de uma cultura Pueblo que dominou grande parte do atual sudoeste dos Estados Unidos de meados do século IX ao início do século XIII. |        |
| Parque Nacional de Gros Morne                                                      |                      | Canadá                     | Terra Nova e Labrador                                         | Natural: (vii), (viii)                   | 1987 | Com crosta oceânica profunda e rochas do manto terrestre expostas, o parque ilustra a deriva continental. Fiordes de água doce sem litoral, promontórios cobertos de geleiras em um cenário oceânico contribuem para a beleza natural desta área selvagem. |        |
| Centro Histórico da Cidade do México e Xochimilco                                  |                      | México                     | Distrito Federal                                              | Cultural: (ii), (iii), (iv), (v)         | 1987 | A Cidade do México, construída no século XVI sobre as ruínas de Tenochtitlán, preserva as ruínas astecas, a maior catedral das Américas e a arquitetura pública dos séculos XIX e XX. Xochimilco é caracterizada por uma rede de canais e ilhas artificiais (chinampas) construídas em tempos pré-hispânicos. |        |
| Centro Histórico de Oaxaca e Sítio Arqueológico de Monte Albán                     |                      | México                     | Oaxaca                                                        | Cultural: (i), (ii), (iii), (iv)         | 1987 | O local inclui o local cerimonial pré-colombiano de Monte Albán (habitado por mais de 1.500 anos pelos olmecas, zapotecas e mixtecas), a cidade colonial de Oaxaca - fundada em 1529 - e o assentamento originalmente mixteca Cuilapan, onde dominicanos estabeleceram um grande mosteiro em meados do século XVI. |        |
| Centro Histórico de Puebla                                                         |                      | México                     | Puebla                                                        | Cultural: (ii), (iv)                     | 1987 | Puebla preservou todos os seus edifícios antigos, sua catedral do século XVI e o palácio em grande parte episcopal, também abriga casas com paredes cobertas de azulejos de talavera, uma tradição local desde os tempos coloniais. |        |
| Monticello e a Universidade da Virgínia em Charlottesville                         |                      | Estados Unidos             | Virgínia                                                      | Cultural: (i), (iv), (vi)                | 1987 | Construído entre 1769 e 1809, Monticello foi a residência rural de seu arquiteto, o terceiro presidente dos Estados Unidos e autor da Declaração de Independência, Thomas Jefferson. Jefferson também projetou os primeiros edifícios que compunham a Universidade da Virgínia em Charlottesville, inspirado por suas novas ideias de planejamento universitário. O mais proeminente deles, The Rotunda, é um modelo em menor escala do Panteão de Roma. |        |
| Cidade pré-hispânica e Parque Nacional de Palenque                                 |                      | México                     | Chiapas                                                       | Cultural: (i), (ii), (iii), (iv)         | 1987 | |        |
| Cidade pré-hispânica de Teotihuacán                                                |                      | México                     | México                                                        | Cultural: (i), (ii), (iii), (iv), (vi)   | 1987 | |        |
| Sian Ka'an                                                                         |                      | México                     | Quintana Roo                                                  | Natural: (vii), (x)                      | 1987 | |        |
| Cidade Histórica de Guanajuato e Minas Adjacentes                                  |                      | México                     | Guanajuato                                                    | Cultural: (i), (ii), (iv), (vi)          | 1988 | A prosperidade da cidade de Guanajuato como a maior produtora de prata do século XVIII se reflete em belas construções barrocas e neoclássicas. |        |
| Cidade pré-hispânica de Chichén Itzá                                               | [[Ficheiro:\|150px]] | México                     | Iucatã                                                        | Cultural: (i), (ii), (iii)               | 1988 | |        |
| Centro Histórico de Morelia                                                        |                      | México                     | Michoacán                                                     | Cultural: (ii), (iv), (vi)               | 1991 | Construída no século XVI, Morelia ainda conserva o traçado original das ruas e tem mais de 200 prédios históricos construídos com pedra rosa disponível localmente em um estilo que funde elementos do renascimento, barroco e neoclassicismo. |        |
| Cidade pré-hispânica de El Tajín                                                   |                      | México                     | Veracruz                                                      | Cultural: (iii), (iv)                    | 1992 | Florescendo do início do século IX ao início do século XIII, El Tajín é o local principal do período entre os impérios de Teotihuacan e Tenochtitlán. |        |
| [[Pueblo de Taos]                                                                  |                      | Estados Unidos             | Novo México                                                   | Cultural: (iv)                           | 1992 | |        |
| Centro Histórico de Zacatecas                                                      |                      | México                     | Zacatecas                                                     | Cultural: (ii), (iv)                     | 1993 | Zacatecas prosperou como centro de produção de prata nos séculos XVI e XVII. A propriedade designada é composta por edifícios religiosos e seculares, sendo a maioria dos séculos XVII e XVIII. |        |
| Pinturas Rupestres da Serra de São Francisco                                       |                      | México                     | Baja California Sur                                           | Cultural: (i), (iii)                     | 1993 | |        |
| Santuário de Baleias de El Vizcaíno                                                |                      | México                     | Baja California Sur                                           | Natural: (x)                             | 1993 | |        |
| Primeiros mosteiros do século XVI nas encostas do Popocatépetl                     |                      | México                     | Morelos Puebla                                                | Cultural: (ii), (iv)                     | 1994 | O sítio compreende 14 mosteiros construídos por agostinianos, franciscanos e dominicanos perto do vulcão Popocatépetl. Estilisticamente, eles são caracterizados por uma ênfase em espaços abertos, um conceito que influenciou a arquitetura no México e outros países da região. |        |
| Parque Nacional das Grutas de Carlsbad                                             |                      | Estados Unidos             | Novo México                                                   | Natural: (vii), (viii)                   | 1995 | O sítio compreende mais de 80 cavernas calcárias notáveis pelo seu tamanho e formações rochosas decorativas (espeleotemas), algumas das quais são formadas por bactérias, estão incluídas na propriedade. Sua facilidade de acesso facilita a pesquisa científica. |        |
| Cidade Antiga de Lunenburg                                                         |                      | Canadá                     | Nova Escócia                                                  | Cultural: (iv), (v)                      | 1995 | Lunenburg representa uma das primeiras tentativas britânicas de estabelecer os protestantes na Nova Escócia com a intenção de forçar a retirada dos católicos Micmac e acadianos. Foi fundada durante a Guerra do Padre Le Loutre na Baía de Mahone. |        |
| Parque Internacional da Paz Waterton-Glacier                                       |                      | Canadá · Estados Unidos    | Alberta Montana                                               | Natural: (vii), (ix)                     | 1995 | |        |
| Zona de Monumentos Históricos de Querétaro                                         |                      | México                     | Querétaro                                                     | Cultural: (ii), (iv)                     | 1996 | Querétaro preservou muitos de seus edifícios dos séculos XVII e XVIII e é excepcional por seu plano de ruas que tem tanto o plano de grade típico das cidades coloniais espanholas quanto as ruelas sinuosas nos bairros indígenas. |        |
| Cidade Pré-Hispânica de Uxmal                                                      |                      | México                     | Iucatã                                                        | Cultural: (i), (ii), (iii)               | 1996 | |        |
| Hospício Cabañas, Guadalajara                                                      |                      | México                     | Jalisco                                                       | Cultural: (i), (ii), (iii), (iv)         | 1997 | O Hospício Cabañas, do início do século XIX, é um dos primeiros complexos hospitalares da América espanhola. A sua arquitetura, projetada com este objetivo, contém várias características únicas e destaca-se pela dimensão, simplicidade e relação entre os espaços abertos e construídos. Uma série de murais de José Clemente Orozco integra o complexo.                                                                                             |        |
| Zona Arqueológica de Paquimé, Casas Grandes                                        |                      | México                     | Chihuahua                                                     | Cultural: (iii), (iv)                    | 1998 | A arquitetura de adobe de Paquimé, Casas Grandes testemunha uma cultura pré-hispânica no norte do México localizada entre a cultura Pueblo e civilizações mesoamericanas mais avançadas. |        |
| Zona de Monumentos Históricos de Tlacotalpan                                       |                      | México                     | Veracruz                                                      | Cultural: (ii), (iv)                     | 1998 | O traçado e a arquitetura da propriedade são um exemplo excepcionalmente bem preservado da fusão hispano-caribenha e é caracterizado por ruas largas, casas baixas em uma variedade de estilos e cores e muitas árvores. |        |
| Zona de Monumentos Arqueológicos de Xochicalco                                     |                      | México                     | Morelos                                                       | Cultural: (iii), (iv)                    | 1999 | Xochicalco é um exemplo bem preservado de um assentamento fortificado do período epiclássico (650-900), época em que poderes anteriores, como Teotihuacán, deixaram de existir e ocorreu o reagrupamento cultural. |        |
| Cidade Histórica Fortificada de Campeche                                           |                      | México                     | Campeche                                                      | Cultural: (ii), (iv)                     | 1999 | Campeche é um exemplo típico de uma cidade colonial espanhola barroca com um plano ortogonal. Suas fortificações construídas nos séculos XVII e XVIII como defesa contra piratas são um excelente exemplo da arquitetura militar da época. |        |
| Parque Nacional de Miguasha                                                        |                      | Canadá                     | Quebec                                                        | Natural: (viii)                          | 1999 | Abriga milhares de fósseis no leste de Quebec com 350 a 375 milhões de anos. |        |
| Cidade Histórica de Saint George e Fortificações Relacionadas, Bermudas            |                      | Bermuda · ( Reino Unido)   | Saint George                                                  | Cultural: (iv)                           | 2000 | A mais antiga cidade inglesa do Novo Mundo, as fortificações de St. George testemunham o desenvolvimento da arquitetura militar inglesa dos séculos XVII a XX. |        |
| Antiga cidade maia de Calakmul, Campeche                                           |                      | México                     | Campeche                                                      | Misto: (i), (ii), (iii), (iv), (ix), (x) | 2002 | Calakmul foi um importante local maia com vários monumentos bem preservados que testemunham doze séculos de desenvolvimento cultural e político deste povo. |        |
| Missões Franciscanas na Sierra Gorda de Querétaro                                  |                      | México                     | Querétaro                                                     | Cultural: (ii), (iii)                    | 2003 | Essas cinco missões foram construídas em conjunto com os índios para a fase final da cristianização do México em meados do século XVIII. Eles desempenharam um papel importante na evangelização da Califórnia, Arizona e Texas. |        |
| Fiorde de gelo de Ilulissat                                                        |                      | Groenlândia · ( Dinamarca) | Avannaata                                                     | Natural: (vii), (viii)                   | 2004 | O Glaciar Jakobshavn, que desprende o fiorde de Ilulissat, é um dos glaciares mais ativos, movendo-se a 19 metros/dia e representando 10% do gelo de bezerro da Groenlândia. Fenômenos semelhantes existem na Antártida, no entanto, sua relativa facilidade de acesso para cientistas e visitantes o torna único no mundo. |        |
| Casa-estúdio de Luis Barragán                                                      |                      | México                     | Distrito Federal                                              | Cultural: (i), (ii)                      | 2004 | Construída em 1948, a casa-estúdio do arquiteto mexicano Luis Barragán combina influências tradicionais e modernas e é considerada uma obra-prima do movimento Moderno. |        |
| Ilhas e Áreas Protegidas do Golfo da Califórnia                                    |                      | México                     | Baja California Sur Sonora Sinaloa Nayarit                    | Natural: (vii), (ix), (x)                | 2005 | |        |
| Paisagem de Agave e Antigas Instalações Industriais de Tequila                     |                      | México                     | Jalisco                                                       | Cultural: (ii), (iv), (v), (vi)          | 2006 | O local consiste em uma paisagem viva e funcional de campos de agave-azul e destilarias em Tequila, El Arenal e Amatitán, onde a tequila é produzida. Reflete mais de 2.000 anos de uso comercial da planta de agave. |        |
| Campus Central da Cidade Universitária da Universidade Nacional Autónoma do México |                      | México                     | Distrito Federal                                              | Cultural: (i), (ii), (iv)                | 2007 | Construídos entre 1949 e 1952 por mais de 60 arquitetos, os edifícios, espaços abertos e instalações esportivas combinam arquitetura moderna com referências às tradições pré-hispânicas locais. Mostram ideais universais, como acesso à educação e melhoria da qualidade de vida, que eram predominantes no México pós-revolucionário. |        |
| Canal Rideau                                                                       |                      | Canadá                     | Ontário                                                       | Cultural: (i), (iv)                      | 2007 | O Canal Rideau liga Ottawa ao Lago Ontário e ao rio São Lourenço. Foi inaugurado em 1832 por precaução em caso de guerra com os Estados Unidos e ainda está em uso hoje, com a maioria de suas estruturas originais intactas. O sistema de canais utiliza trechos dos principais rios, incluindo o Rideau e o Cataraqui, além de alguns lagos. É o sistema de canais operado continuamente mais antigo da América do Norte.                              |        |
| Falésias de Fósseis de Joggins                                                     |                      | Canadá                     | Nova Escócia                                                  | Natural: (viii)                          | 2008 | Este sítio paleontológico contém o registro fóssil terrestre mais completo do período Carbonífero, incluindo rastros de animais primitivos e da floresta tropical em que viviam. |        |
| Reserva da Biosfera Borboleta-monarca                                              |                      | México                     | Michoacán México                                              | Natural: (vii)                           | 2008 | Sítio que abriga maioria dos locais de invernada da população oriental da borboleta-monarca. A reserva está localizada na ecorregião de florestas de pinheiros e carvalhos do Cinturão Vulcânico Transmexicano, na fronteira de Michoacán e México, a 100 km a noroeste da Cidade do México. |        |
| Cidade Fortificada de San Miguel e Santuário de Jesus Nazareno de Atotonilco       |                      | México                     | Guanajuato                                                    | Cultural: (ii), (iv)                     | 2008 | |        |
| Camino Real de Tierra Adentro                                                      |                      | México                     | México                                                        | Cultural: (ii), (iv)                     | 2010 | O sítio consiste em uma seção de 1.400 km de uma longa rota comercial de 2.600 km ("Estrada da Prata") que foi usada de meados do século XVI ao século XIX para transportar principalmente prata de minas no norte do México e mercúrio importado da Europa. Além da estrada, o sítio abrange cinco centros urbanos relacionados. |        |
| Cavernas Pré-históricas de Yagul e Mitla no Vale Central de Oaxaca                 |                      | México                     | Oaxaca                                                        | Cultural: (iii)                          | 2010 | |        |
| Paisagem de Grand-Pré                                                              |                      | Canadá                     | Nova Escócia                                                  | Cultural: (v), (vi)                      | 2012 | O sítio relembra a área do Grand-Pré da Nova Escócia como um centro de assentamento acadiano de 1682 a 1755, e a subsequente deportação pelos britânicos durante a Guerra Franco-Indígena. |        |
| Reserva da Biosfera El Pinacate e Grande Deserto de Altar                          |                      | México                     | Sonora                                                        | Natural: (vii), (viii), (x)              | 2013 | O sítio de 714.566 hectares compreende duas partes distintas: o adormecido vulcão El Pinacate e o deserto do Grande Altar com suas dunas de areia sempre mutáveis e variadas que podem atingir uma altura de 200 metros. Esta paisagem de contraste dramático apresenta notavelmente dunas lineares, estreladas e abobadadas, bem como vários maciços áridos de granito, alguns com até 650 metros de altura.                                            |        |
| Estação Baleeria Basca de Red Bay                                                  |                      | Canadá                     | Terra Nova e Labrador                                         | Cultural: (iii), (iv)                    | 2013 | |        |
| Poverty Point                                                                      |                      | Estados Unidos             | Luisiana                                                      | Cultural: (iii)                          | 2014 | Compreende vários trabalhos de terraplanagem e montículos, construídos entre 1650 e 700 a.C. durante o período arcaico da América do Norte, por um grupo de nativos americanos. A cultura se estendeu por um raio de 160 km através do Delta do Mississippi. |        |
| Sistema Hidráulico do Aqueduto do Padre Tembleque                                  |                      | México                     | Hidalgo México                                                | Cultural: (i), (ii), (iv)                | 2015 | Construído entre 1553 e 1570, o aqueduto tem 45 quilômetros de comprimento e avança principalmente ao nível do solo, mas também inclui uma seção subterrânea bem como sobre ravinas e vales. |        |
| Parque Histórico Nacional das Missões de San Antonio                               |                      | Estados Unidos             | Texas                                                         | Cultural: (ii)                           | 2015 | |        |
| Ilhas Revillagigedo                                                                |                      | México                     | Colima                                                        | Natural: (vii), (ix), (x)                | 2016 | O sítio é um arquipélago de quatro ilhas localizadas no Oceano Pacífico. São conhecidas por seu ecossistema único. |        |
| Mistaken Point                                                                     |                      | Canadá                     | Terra Nova e Labrador                                         | Natural: (viii)                          | 2016 | Área ao redor da Formação Mistaken Point: proteção de fósseis ediacaranos representando a vida multicelular mais antiga da Terra. |        |
| Kujataa, Gronelândia: Cultivo Nórdico e Inuit à beira da calota de gelo            |                      | Groenlândia · ( Dinamarca) | Kujalleq                                                      | Cultural: (v)                            | 2017 | Kujataa é uma paisagem agrícola subártica localizada na região sul da Groenlândia. O sítio testemunha as histórias culturais dos caçadores-agricultores nórdicos que começaram a chegar da Islândia no século X e dos caçadores e comunidades agrícolas inuítes que se desenvolveram a partir do final do século XVIII. |        |
| Aasivissuit, Nipisat: Território de caça Inuit entre gelo e mar                    |                      | Groenlândia · ( Dinamarca) | Qeqqata                                                       | Cultural: (v)                            | 2018 | Localizado dentro do Círculo Polar Ártico na parte central da Groenlândia Ocidental, o local contém os restos de 4.200 anos de história humana. É uma paisagem cultural que testemunha a caça aos animais terrestres e marinhos dos seus criadores, as migrações sazonais e um património cultural material e imaterial rico e bem preservado ligado ao clima, à navegação e à medicina.                                                                 |        |
| Pimachiowin Aki                                                                    |                      | Canadá                     | Manitoba                                                      | Cultural: (iii), (vi), (ix)              | 2018 | |        |
| Vale Tehuacán-Cuicatlán: habitat originário da Mesoamérica                         |                      | México                     | Puebla                                                        | Misto: (iv), (x)                         | 2018 | |        |
| A arquitetura do século XX de Frank Lloyd Wright                                   |                      | Estados Unidos             | Arizona Califórnia Illinois Nova Iorque Pensilvânia Wisconsin | Cultural: (ii)                           | 2019 | Propriedade serial composta por oito edifícios projetados pelo arquiteto Frank Lloyd Wright, refletindo o conceito de "arquitetura orgânica" que inclui uma indefinição de limites entre exterior e interior e o uso sem precedentes de materiais como aço e concreto. |        |
| Writing-on-Stone / Áísínai'pi                                                      |                      | Canadá                     | Alberta                                                       | Cultural: (iii)                          | 2019 | O sítio contém a maior concentração de arte rupestre das Grandes Planícies da América do Norte e é local sagrado para o povo Niitsítapi (ou Blackfoot). |        |